# Hoplocryptus quadriguttatus
Hoplocryptus quadriguttatus là một loài tò vò trong họ Ichneumonidae.